# Požar v podjetju SVP Avio (2025)
25. junija 2025 je v podjetju v podjetju SVP Avio za izdelovanje plovil družbe Greenline Yachts v Zapužah pri Begunjah na Gorenjskem zagorelo okrog 23.00 ure. Gasilci so požar pogasili okoli 4. ure. Na isti lokaciji je gorelo že leta 2007, takrat v podjetju Seaway, v požaru je tedaj nastala večmilijonska škoda.

## Ozadje
V podjetju SVP Avio proizvajajo jahte na hibridni pogon od leta 2008. Večinski lastnik in direktor podjetja je ruski poslovnež Vladimir Zinchenko

## Intervencija
Pri gašenju požara je sodelovalo 162 gasilcev s 35 vozili: domači gasilci iz PGD Begunje na Gorenjskem in PGD Podgora s celotno Gasilsko zvezo Radovljica, PGD Bled, PGD Zabreznica ter poklicni gasilci z Jesenic in iz Kranja. Na kraju je po pogasitvi ostala požarna straža. Na kraju so posredovali tudi policija, nujna medicinska pomoč in mobilna enota ekološkega laboratorija. Zaradi pomanjkanja vode za gašenje so aktivirali dodatne enote, vodo naj bi črpali tudi iz bližnjega potoka.

## Posledice
Zaradi požara in dima so se na širšem območju krajevne skupnosti Begunje na Gorenjskem (Zapuže, Zgoša, Begunje, Dvorska vas, Poljče) razširili večji kosi saj. Zaradi tega se je priporočala previdnost pri uživanju pridelkov z vrtov. Povečane vsebnosti škodljivih delcev so zaznali izključno v neposredni bližini pogorelega objekta. Mnenje ELME o onesnaženju in ogroženosti okolja: "Na podlagi opravljenega ogleda, vzorčenja in prvih opažanj ocenjujemo, da trenutno ni dokazov o neposrednem vplivu požara na okolje."

## Odzivi
Na požar se je odzval predsednik vlade Robert Golob iz zasedanje Evropskega sveta v Bruslju. Dejal je, da je »Sloveniji znotraj Nata s podobno mislečimi državami uspelo razširiti pojmovanje obrambe in varnosti na sistem zaščite, tudi gasilstvo. Sredstva, ki jih bodo članice namenile za obrambno in varnostno politiko, bodo del programa odpornosti, torej kako reagiramo na vsako nesrečo«.